# Линдси, Дэвид, 11-й граф Кроуфорд
Дэвид Линдси (англ. David Lindsay; приблизительно 1547 или 1557 — 22 ноября 1607) — шотландский аристократ, 11-й граф Кроуфорд и 19-й барон Кроуфорд с 1574 года.

## Биография
Дэвид Линдси принадлежал к знатному англо-шотландскому роду, известному с XI века и владевшему баронией Кроуфорд на юге Ланаркшира. Он родился, по разным данным, приблизительно в 1547 или 1557 году в семье Дэвида Линдси, 10-го графа Кроуфорда, и его жены Маргарет Битон. В 1574 году, после смерти отца, унаследовал семейные владения и титулы, а в 1575 году стал членом Тайного совета. В 1578 году во время стычки с людьми графа был застрелен лорд-канцлер Глэмис, и под подозрение попал сам Линдси. Некоторое время он провёл в заключении в Эдинбургском замке, но в конце концов был признан невиновным.
В 1587 году граф стал констеблем Брикина. Во внутренних распрях он поддерживал короля Якова VI , но в 1589 году поднял восстание вместе с католическими графами Хантли и Эрроллом. Вскоре Кроуфорд сдался: по его словам, Хантли обманул его, убедив, будто собирает войска по приказу Якова. Линдси всё же признали виновным в государственной измене и отправили в тюрьму, но годом позже король его помиловал.
Граф умер до 15 октября 1607 года. Его похоронили в Данди.
Кроуфорд был женат на Лилии Драммонд (дочери Дэвида Драммонда, 2-го лорда Драммонда, и Лилии Рутвен) и Гризельде Стюарт (дочери Джона Стюарта, 4-го графа Атолла, и Маргарет Флеминг). В первом браке родились дочь Джин и сын Дэвид (1576—1620), 12-й граф Кроуфорд.